# お立ち台
お立ち台（おたちだい）とは、舞台の一種。挨拶、観閲、会見などのときに上る台である。
ディスコやクラブなどに設けられ、床よりも高い部分のことをいう。乗った者を周囲から目立たせる目的で用いられる。略して「お立ち」とも呼ばれる。

## ディスコ・クラブのお立ち台
「お立ち台」の元祖は六本木スクエアビル3Fの『ギゼ』である。その後麻布十番の『マハラジャ』六本木『エリア』で徐々に認知度が上がり、芝浦『ジュリアナ東京』で完全に周知され市民権を得た。女性客をお立ち台に上げ目立たせることで歓楽的雰囲気を醸し出し、男性客の集客に寄与した。
ディスコに通っていない人々にもこの言葉が広く浸透したのは、1991年5月開業の『ジュリアナ東京』がメディアで広く取り上げられたためである。「お立ち台」は1993年に新語・流行語大賞の銅賞にも選ばれている。この派手なボディコンのミニスカート姿で羽根扇子を振りながら踊る「お立ち台ギャル」の姿は、バブル景気の象徴的な映像としてしばしば取り上げられるが、実際はバブル崩壊後が最高潮であったブームのため注意が必要である。
2017年現在、東京・名古屋・大阪など大都市にある大型クラブ、特にオールジャンルのクラブには、お立ち台が設置されていることが多い。専用の台を設置するケースのほか、大型スピーカーをお立ち台として利用するケースもある。またジャンルの限定されている中規模以下のクラブで普段お立ち台を設置していないところでも、イベントやライブなど様々な用途に使用されるため、お立ち台を構築するための台そのものは保有している場合もある。

## その他のお立ち台

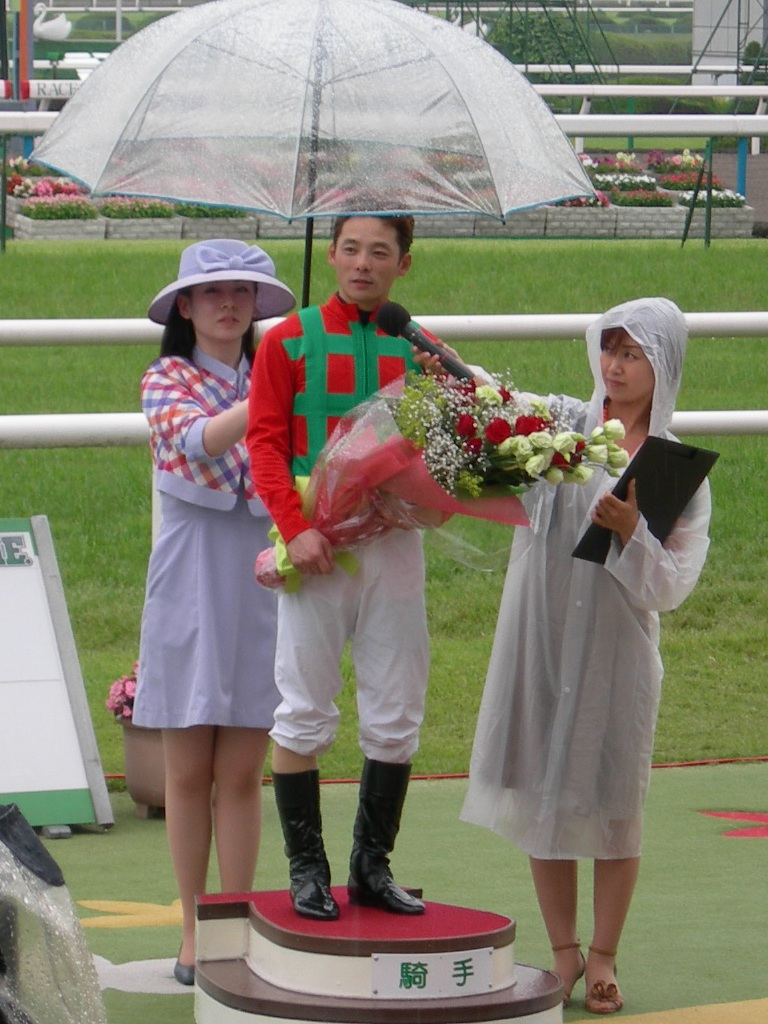
ジョッキー

- プロ野球において、勝敗決定後のヒーローインタビューを行うために設けるステージ。通常は、スポンサーロゴがプリントされたインタビューボードを、グラウンド内に組み立てて使用する。
- 劇場などの立見席において、後ろの客でもステージが見やすいよう、後方が一段高くなっていたり階段状になっている部分。
- 大型筐体ゲームにおいて、コントローラや振動機能が組み込まれた台のうち、プレイヤーがその上に立ってプレイするもの。
- 列車等の写真を撮影するのに好適な場所の中でも、特に高く見通しの良い場所で、撮影愛好者に良く知られた定番のポイント[2]。
- 株式会社センチュリーのブランド「裸族のお立ち台」を略してお立ち台と言うこともある[3]。

## 参考
- 『クラブカルチャー！』湯山玲子、毎日新聞社 2005/9/30発行